# CDアラベ・ウニド
クルブ・デポルティーボ・アラベ・ウニド (スペイン語: Club Deportivo Árabe Unido) は、パナマ・コロンに本拠地を置くサッカークラブである。1994年4月28日設立。

## 歴史
1994年、アラブ系移民によって設立された。1998年以来、リーガ・パナメーニャ優勝13回・準優勝5回と国内屈指の強豪クラブに成長した。
2014年4月15日、当時クラブに所属していたアミルカル・エンリケスが射殺される事件が発生した。クラブはエンリケスを称え着用していた背番号「21」を永久欠番にすると発表した。

## タイトル

### 国内タイトル
- リーガ・パナメーニャ: (13)

1998–99, 2001 Apertura, 2001 Clausura, 2002 Apertura, 2004 Apertura, 2004 Clausura, 2008 Clausura, 2009 Apertura, 2010 Clausura, 2012 Apertura, 2015 Clausura, 2015 Apertura, 2016 Apertura
- LINFUNA: 2 (リーグ記録)

1994–95, 1995–96

### 国際タイトル
なし

## 国際大会での成績
- CONCACAFカップウィナーズカップ: 出場1回

1996 – 予選敗退
- CONCACAFチャンピオンズカップ: 出場1回

2003 – 1回戦敗退
- CONCACAFチャンピオンズリーグ: 出場5回

2009–10 – 準々決勝敗退
2010–11 – グループステージ敗退
2013–14 – 準々決勝敗退
2015–16 – グループステージ敗退
2016–17 –

## 現所属メンバー
注：選手の国籍表記はFIFAの定めた代表資格ルールに基づく。
| No. | Pos. |                | 選手名               |
| --- | ---- | -------------- | -------------------- |
| 1   | GK   | ドミニカ共和国 | ミゲル・ロイド       |
| 2   | DF   | パナマ         | リゴベルト・ニーニョ |
| 3   | DF   | パナマ         | フィデル・カエサル   |
| 6   | DF   | パナマ         | シャキール・コロナド |
| 8   | MF   | パナマ         | アンヘル・パトリック |
| 10  | MF   | パナマ         | ホセ・ゴンサレス     |
| 11  | FW   | パナマ         | エンリコ・スモール   |
| 12  | FW   | パナマ         | ジョゼフ・コックス   |
| 13  | FW   | パナマ         | ガブリエル・ピノ     |
| 16  | MF   | パナマ         | レスリー・エラルデス |

| No. | Pos. |        | 選手名               |
| --- | ---- | ------ | -------------------- |
| 17  | MF   | パナマ | ルイス・カニャーテ   |
| 18  | MF   | パナマ | ダニエル・ロペス     |
| 20  | MF   | パナマ | Gabriel Chiari       |
| 25  | MF   | パナマ | アブディエル・マセア |
| 28  | MF   | パナマ | エドガル・バルセナス |
| 29  | DF   | パナマ | ダニエル・オルティス |
| 30  | MF   | パナマ | ホシマル・ゴメス     |
| 40  | DF   | パナマ | チン・オルメチェア   |
| 70  | GK   | パナマ | エディー・ロバーツ   |
| 92  | DF   | パナマ | Azmahar Ariano       |

## 歴代監督
- ウィルマン・コンデ (2010-2011)[4]
- カルロス・ペレス・ポラス (2011)[5]
- ハイル・パラシオス (2011-2014)[6]
- フリオ・デリー・バルデス (2014)[7]
- アルフォンソ・デ・モジャ (2015)[8]
- セルヒオ・グスマン (2015-)[9]

## 歴代所属選手
- アルフレッド・アンデルソン 1999-2001, 2001-2007
- ブラス・ペレス 2001-2002, 2017
- アミルカル・エンリケス 2003-2008, 2014, 2016-2017
- ルイス・エンリケス 2003-2004
- ハイメ・ペネド 2004-2005
- ホルヘ・デリー・バルデス 2004-2006
- フリオ・デリー・バルデス 2004-2006
- 小曽戸允哉 2005
- アルマンド・クーパー 2006-2011, 2015-2016
- アブディエル・アロヨ 2011-2015